# Cembra
Cembra est une ancienne commune italienne d'environ 1 900 habitants, située dans la province autonome de Trente dans la région du Trentin-Haut-Adige dans le nord-est de l'Italie. Elle fusionne avec Lisignago le 1er janvier 2016 pour former Cembra Lisignago.

## Histoire
20 mars 1797, combat de Cembra ou se distinguent la 85e demi-brigade de deuxième formation et la 93e demi-brigade de deuxième formation.

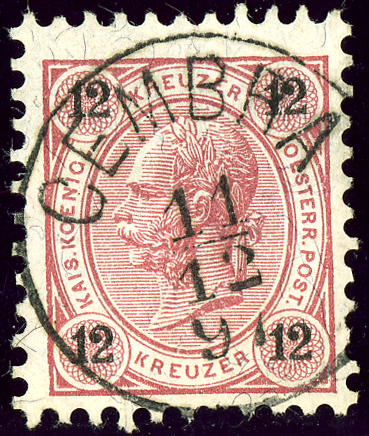
Timbre autrichien, oblitéré en 1897

Jusqu'en 1918, Cembra fait partie de la monarchie autrichienne (empire d'Autriche), puis Autriche-Hongrie (Cisleithanie après le compromis de 1867), dans le district de Trente, province du Tyrol. Un bureau de poste est ouvert en 1851.
La ville intégrera le royaume d'Italie après la Première Guerre mondiale.

## Divers
Cembra est l'un des cinq villages choisis par R. Murray Schafer et son équipe pour son projet et étude de paysages sonores intitulé Five Villages Soundscapes (1977).

## Administration
| Période                                  | Période     | Identité            | Étiquette    | Qualité |
| ---------------------------------------- | ----------- | ------------------- | ------------ | ------- |
| 9 mai 2005                               | 16 mai 2010 | Alessandro Lettieri | Lista civica |         |
| 17 mai 2010                              |             | Antonietta Nardin   | Lista civica |         |
| Les données manquantes sont à compléter. |             |                     |              |         |

### Communes limitrophes
Salorno, Giovo, Faver, Segonzano, Lona-Lases, Lisignago, Albiano

## Jumelages
- Brassac-les-Mines (France)